# Yuto Horigome
Yuto Horigome (堀米 悠斗 Horigome Yuto?), född 9 september 1994 i Hokkaido prefektur, är en japansk fotbollsspelare.
Horigome började sin karriär 2013 i Consadole Sapporo. 2014 blev han utlånad till Fukushima United FC. Han gick tillbaka till Consadole Sapporo (Hokkaido Consadole Sapporo) 2015. 2017 flyttade han till Albirex Niigata.